# Rue Ernest-Roschach
La rue Roschach ou Ernest-Roschach (en occitan : carrièra Ernest Roschach) est une voie de Toulouse, chef-lieu de la région Occitanie, dans le Midi de la France.

## Situation et accès

### Description
La rue Ernest-Roschach est une voie publique. Elle se trouve dans le quartier Capitole.
Elle naît perpendiculairement à la rue du Poids-de-l'Huile, à l'aplomb de la façade orientale du Capitole. Elle longe sur 104 mètres cette façade du côté gauche et le square Charles-de-Gaulle du côté droit. Face au Donjon s'ouvre, sur la gauche, l'entrée principale du Capitole, qui donne accès à l'escalier d'honneur et à la cour Henri-IV. Elle se termine au croisement de la rue Lafayette.
La chaussée ne compte qu'une seule voie de circulation automobile en sens unique, de la rue du Poids-de-l'Huile vers la rue Lafayette. Elle appartient à une zone piétonne où la circulation est réglementée et la vitesse limitée à 6 km/h. Il n'existe pas d'aménagement cyclable.

### Voies rencontrées
La rue Ernest-Roschach rencontre les voies suivantes, dans l'ordre des numéros croissants (« g » indique que la rue se situe à gauche, « d » à droite) :
1. Rue du Poids-de-l'Huile
2. Square Charles-de-Gaulle (d)
3. Rue Lafayette

## Odonymie

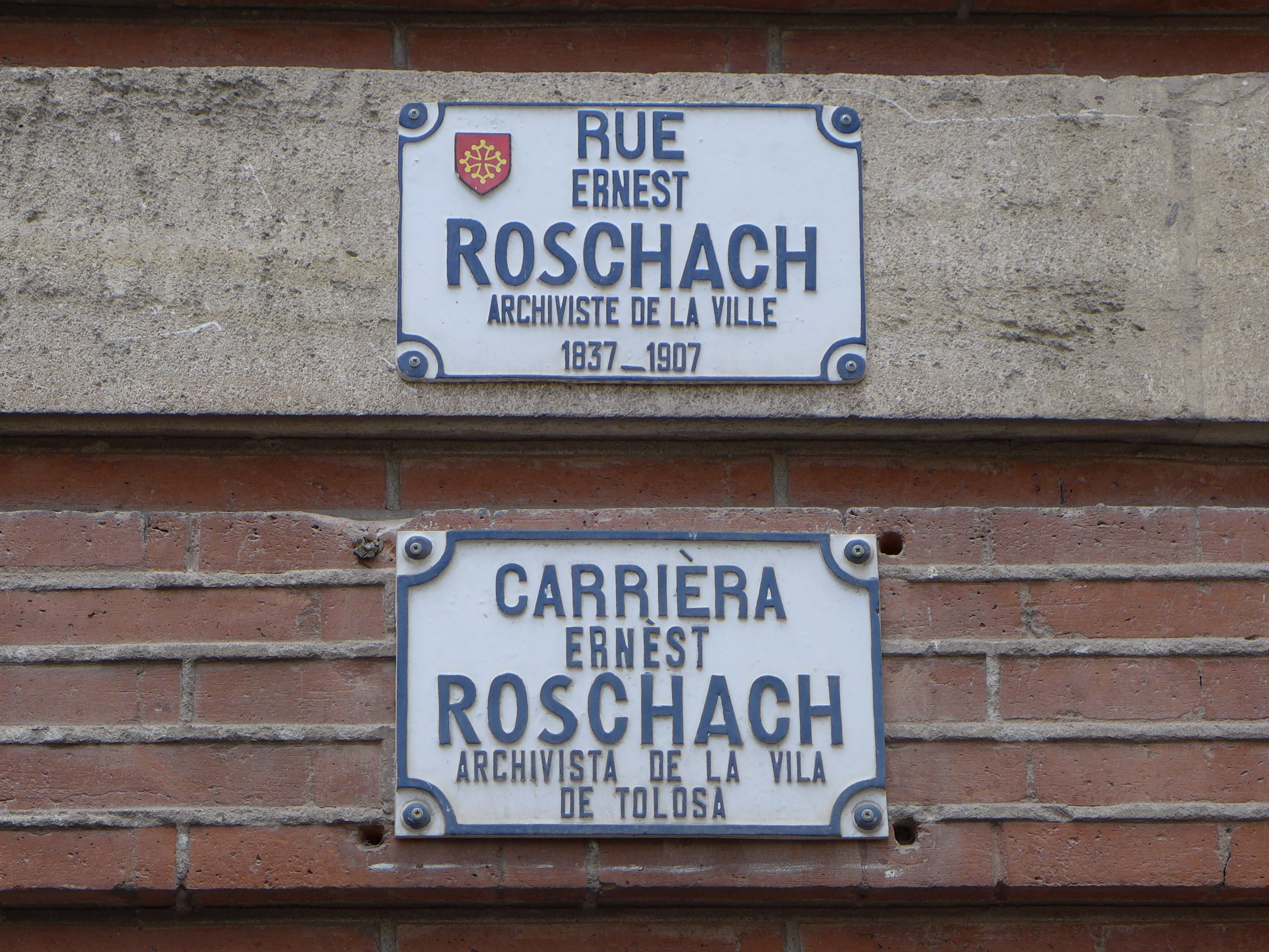
Plaques de rue en français et en occitan.

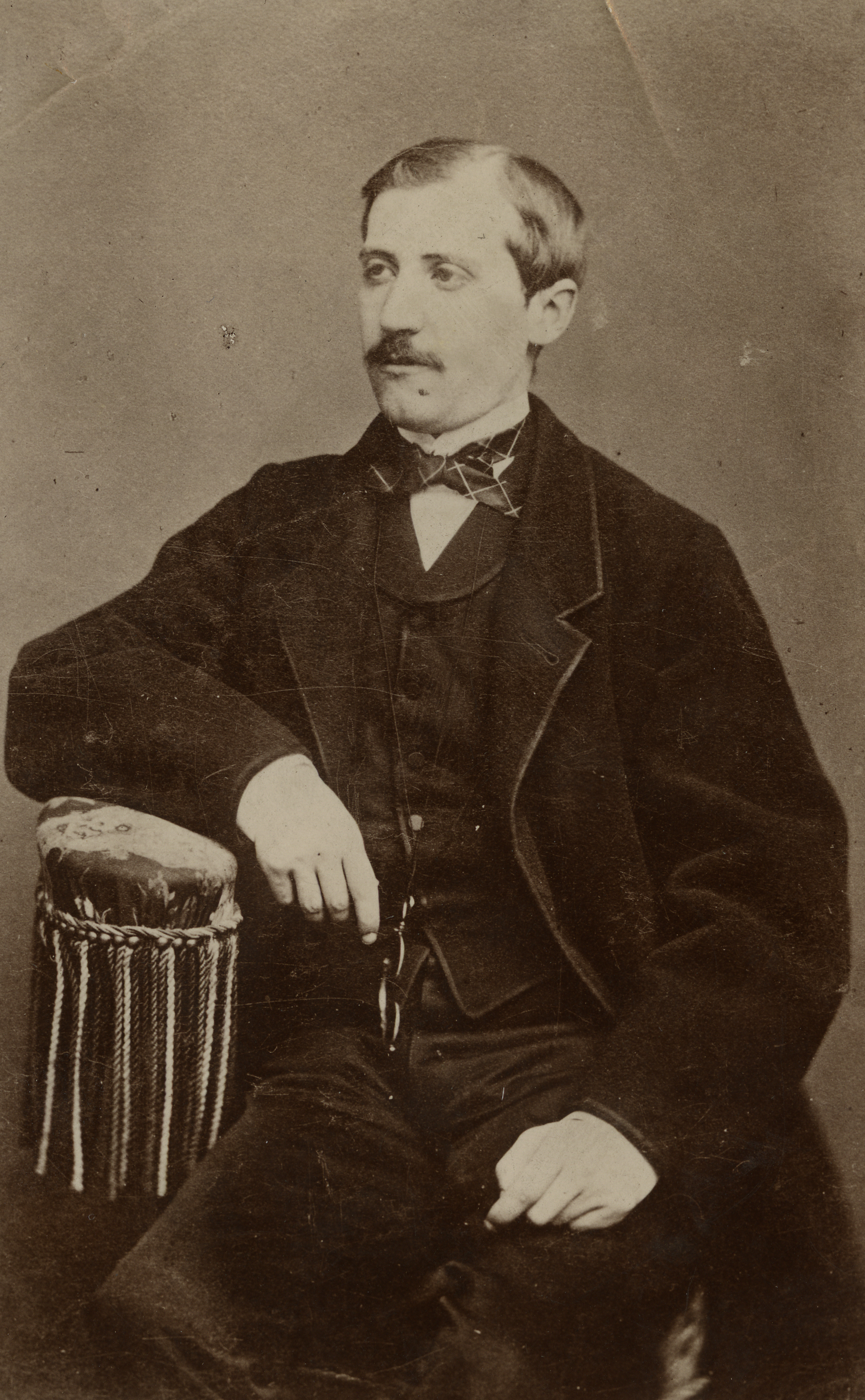
Portrait d'Ernest Roschach (1875, Archives municipales).

La rue est nommée en hommage à Ernest Roschach (Toulouse, 10 septembre 1837 - Toulouse, 26 mars 1909). Comme directeur des archives municipales, conservateur des musées municipaux et membre de l'académie des sciences, inscriptions et belles-lettres, il livra une œuvre considérable pour l'histoire de la ville de Toulouse et de la région du Languedoc. La conservation des archives municipales dans la tour des Archives – devenu Donjon du Capitole après la restauration de l'architecte Viollet-le-Duc entre 1873 et 1887 – explique que son nom fut donné à la rue du Donjon, qui avait été percée en 1884, après les destructions de l'enclos de la Maison commune.

## Histoire

Plan de l'enclos de la Maison commune au XVIIIe siècle. 1.Façade du Capitole 3. Poids Commun et la Bouille 7. Logis de l'Écu 13. Poids de l'huile

La rue Ernest-Roschach est ouverte après la construction de la façade orientale du Capitole, entreprise en 1884, s'étend entre cette façade et le Donjon, sur l'emplacement de l'ancienne chapelle des Consistoires et des anciennes prisons.

## Patrimoine et lieux d'intérêt

### Tour des Archives (ou Donjon)
Classé MH (1840, tour).
La tour des Archives est construite entre 1525 et 1530 par les maîtres-maçons Pierre de Naves, puis Laurent Clary. Elle appartient alors à l'ensemble des bâtiments qui constituent la Maison commune. Elle abrite au rez-de-chaussée le Petit consistoire, salle de délibération des capitouls et, à l'étage, la salle des archives. Elle est restaurée, entre 1873 et 1887, par Eugène Viollet-le-Duc. L'office de tourisme s'installe dans le Donjon en octobre 1948,.